# Hypolycaena lisba
Hypolycaena lisba är en fjärilsart som beskrevs av Corbet 1948. Hypolycaena lisba ingår i släktet Hypolycaena och familjen juvelvingar. Inga underarter finns listade i Catalogue of Life.